# Stojan Nikolov
Stojan Nikolov Ivanov (bulharsky Стоян Николов Иванов, * 2. dubna 1949 Zlatica, Bulharsko) je bývalý bulharský zápasník, reprezentant v zápase řecko-římském. V roce 1976 vybojoval na olympijských hrách v Montrealu stříbrnou medaili v kategorii do 90 kg. Startoval také na hrách v Mnichově v roce 1972, kde byl vyřazen ve druhém kole a v Moskvě v roce 1980, kde byl vyřazen ve třetím kole. V roce 1978 vybojoval zlatou, v roce 1971, 1974 a 1975 stříbrnou a v roce 1973 a 1977 bronzovou medaili na mistrovství světa. V roce 1972 vybojoval zlato, v roce 1973 a 1976 stříbro a v roce 1980 bronz na mistrovství Evropy.